# December 2020
Dit artikel geeft een chronologisch overzicht van de belangrijkste gebeurtenissen per dag in de maand december van het jaar 2020.

## Gebeurtenissen

### 1 december
- Een 51-jarige Duitser rijdt doelbewust in op een groep voetgangers in een winkelgebied in Trier. Hierbij vallen vijf doden, onder wie een baby. De dader is vermoedelijk psychisch ziek en was dronken tijdens zijn daad.[1]
- Het platform dat hoog boven de Areciboradiotelescoop in Puerto Rico hing is naar beneden gestort, nadat in augustus al een van de kabels defect was geraakt. In november is besloten dat de telescoop ontmanteld moet worden.[2] (Lees verder)

### 2 december
- Het Verenigd Koninkrijk keurt, op aanbeveling van de MHRA, als eerste westerse land een COVID-19-vaccin goed, het BNT162b2-vaccin van Pfizer en BioNTech.[3]

### 3 december
- De regering van Bangladesh begint met het verplaatsen van Rohinya vluchtelingen naar het eiland Bhashan Char. Tegenstanders van deze herlocatie wijzen op de gevaren van overstromingen en cyclonen.[4]

### 4 december
- In een mijn in de Chinese stad Chongqing  overlijden 23 mijnwerkers als gevolg van koolstofmonoxidevergiftiging.[5]

### 6 december
- In Roemenië vinden de parlementsverkiezingen plaats. De opkomst is de laagste sinds 1989. De socialistische PSD wint nipt, maar president Johannis vraagt eerst de liberale PNL om een regering te vormen. De conservatieve AUR boekt enorme winst, terwijl de partijen PMP en PRO Romania verdwijnen.[6]

### 8 december
- In het ziekenhuis van Coventry in het Verenigd Koninkrijk wordt een 90-jarige vrouw als eerste ingeënt met het goedgekeurde BNT162b2-vaccin tegen COVID-19. Het VK is als eerste land ter wereld begonnen met massaal inenten tegen het coronavirus.[7]
- Bij een Champions League-duel tussen Paris Saint-Germain en Basaksehir stappen beide teams na dertien minuten van het veld nadat de vierde scheidsrechter Sebastian Colțescu de hoofdscheidsrechter – beiden Roemeens – wil wijzen op het gedrag van assistent-trainer Pierre Webó en daarbij het woord "negru" gebruikt.[8]

### 9 december
- In de Verenigde Staten worden 3.011 nieuwe doden als gevolg van COVID-19 gemeld. Het is het hoogste aantal coronadoden in de VS binnen een etmaal sinds het begin van de pandemie.[9] (Lees verder)
- In Duitsland zijn de afgelopen 24 uur 590 patiënten overleden aan COVID-19. Het is het hoogste aantal coronadoden in Duitsland binnen een etmaal sinds het begin van de pandemie.[10] (Lees verder)

### 10 december
- De Libanese demissionair premier Hassan Diab en drie van zijn oud-ministers worden aangeklaagd wegens nalatigheid naar aanleiding van de explosie in de haven van Beiroet.[11]
- De AIVD identificeert twee Russische spionnen die informatie verzamelden over de hightech-industrie in Nederland. Beiden waren werkzaam als diplomaten en moeten het land verlaten.[12]
- Na Bahrein, UAE en Sudan normaliseert ook Marokko de banden met Israël na bemiddeling van de VS. In ruil erkent de VS de aanspraak van Marokko op de Westelijke Sahara. Onafhankelijkheidsbeweging Polisario en buurland Algerije veroordelen de afspraak, evenals de Palestijnse autoriteiten. De EU, met oud-kolonisator Spanje, houden vast aan het VN-standpunt.[13]

### 11 december
- Het Robert Koch Instituut meldt een recordhoog aantal van 29.875 nieuwe COVID-19-besmettingen binnen een dag in Duitsland.[14] De Duitse minister van Binnenlandse Zaken Horst Seehofer pleit voor een nieuwe lockdown van enkele weken.[15] (Lees verder)
- Bij een aanval op een kostschool in het Nigeriaanse Kankara (in de staat Katsina) worden minstens driehonderd jongens ontvoerd. Enkele dagen later claimt Boko Haram de verantwoordelijkheid.[16]

### 13 december
- Bondskanselier Angela Merkel maakt bekend dat Duitsland vanwege het oplopende aantal COVID-19-besmettingen vanaf woensdag opnieuw in een lockdown gaat. Alleen essentiële winkels en scholen blijven open en er wordt aanbevolen om zoveel mogelijk thuis te werken.[17] (Lees verder)

### 14 december
- Premier Mark Rutte kondigt aan dat Nederland vanwege het oplopende aantal COVID-19-besmettingen in een harde lockdown gaat. Alle publiekelijk toegankelijk gebouwen ("doorstroomlocaties") worden gesloten, inclusief de scholen. De maatregelen gelden zeker tot 19 januari 2021.[18][19] (Lees verder)
- In de Verenigde Staten wordt begonnen met het grootschalig inenten met het Tozinameran-vaccin tegen COVID-19. Een verpleegster in New York krijgt als eerste het vaccin.[20] (Lees verder)
- De Britse minister van Volksgezondheid Matt Hancock maakt bekend dat er een nieuwe mutatie van het SARS-CoV-2-virus is vastgesteld in Londen en Zuidoost-Engeland, die zich sneller verspreidt. De nieuwe variant wordt onderzocht door wetenschappers.[21] (Lees verder)
- Er vindt een zonsverduistering plaats boven Chili, Argentinië en Antarctica. (Lees verder)

### 16 december
- Na een missie van 22 dagen naar de maan landt de Chinese ruimtesonde Chang'e 5 met 2 kg aan steen- en grondmonsters weer op aarde. Sinds de Loena 24-missie in 1976 is China hiermee het derde land dat succesvol grondmonsters van de maan naar aarde heeft gebracht.[22] (Lees verder)

### 20 december
- Nederland stelt een vliegverbod in voor het Verenigd Koninkrijk vanwege de vorige week ontdekte nieuwe variant van het SARS-CoV-2-virus die zich in delen van het VK snel verspreidt. Inmiddels zijn er ook in Nederland besmettingen met deze nieuwe variant vastgesteld.[23]

### 21 december
- Het Europees Geneesmiddelenbureau keurt het COVID-19-vaccin BNT162b2 (het Pfizer-BioNTech-vaccin) goed voor gebruik op de Europese markt.[24]

### 23 december
- Bij een aanval op een dorp in de Ethiopische regio Benishangul-Gumuz vallen meer dan 100 doden.[25] Het Ethiopische leger doodt de volgende dag 42 mannen die worden verdacht van betrokkenheid bij de aanval.[26]
- Op het Albertmeer op de grens van Uganda en de Democratische Republiek Congo kapseist een boot. Van de ca. 50 opvarenden verdrinken er zeker 30. Vermoedelijk gaat het om Congolese handelaren die vanwege de coronacrisis vastzaten en illegaal onderweg terug naar huis waren.[27]

### 24 december
- Het Verenigd Koninkrijk en de Europese Unie bereiken na lang onderhandelen een vrijhandelsakkoord, waarmee het scenario van een "no-deal-brexit" is afgewend. De transitieperiode loopt af op 1 januari 2021, voor die datum moest er een akkoord zijn bereikt.[28] (Lees verder)

### 25 december
- In De Bilt is een jaargemiddelde temperatuur van 11,7 °C gemeten. Hiermee is het jaar 2020 samen met 2014 het warmste jaar in Nederland sinds het begin van de metingen in 1901.[29] (Lees verder))
- In Ukkel wordt door het KMI een jaargemiddelde temperatuur van 12,1 °C gemeten. Het jaar 2020 is hiermee het warmste jaar in België sinds het begin van de waarnemingen in 1833.[30][31] (Lees verder))

### 26 december
- In delen van het Verenigd Koninkrijk (waaronder Schotland en Noord-Ierland) worden strengere coronamaatregelen van kracht. In Oostenrijk wordt een derde harde lockdown ingesteld.[32] (Lees verder) (Lees verder)
- In Duitsland vindt de eerste inenting met een COVID-19-vaccin plaats bij een 101-jarige vrouw uit Halberstadt. Ook Hongarije begint met vaccineren.[33] (Lees verder)

### 29 december
- In het Verenigd Koninkrijk wordt voor de tweede dag op rij een recordaantal nieuwe COVID-19-besmettingen gemeld. Vandaag werden er 53.135 nieuwe gevallen geregistreerd, versus 41.385 gisteren.[34] (Lees verder)
- Kroatië wordt getroffen door een aardbeving met een kracht van 6,4. Er vallen zeker 7 doden en de plaats Petrinja wordt grotendeels verwoest. De beving was ook in andere landen voelbaar.[35]

### 30 december
- In Argentinië wordt een nieuwe abortuswet aangenomen. Met deze wet is abortus voortaan legaal tot de veertiende week van de zwangerschap en kunnen vrouwen om een abortus vragen zonder aan allerlei speciale voorwaarden te hoeven voldoen.[36]
- Bij een aanslag op het vliegveld van de Jemenitische havenstad Aden vallen zeker 22 doden en 50 gewonden. Kort voor de aanslag was vanuit Saudi-Arabië het toestel met de nieuwe regering aangekomen.[37]
- In de Syrische provincie Deir ez-Zor vallen zeker 28 doden bij een aanslag op een bus. Volgens het Syrisch Observatorium voor de Mensenrechten zit IS achter de aanslag.[38]
- De Europese Unie en China sluiten na zeven jaar onderhandelen een handelsakkoord, waarmee het voor Europese bedrijven gemakkelijker wordt om in China te investeren.[39]
- Bij een aardverschuiving in de Noorse plaats Ask (gemeente Gjerdrum) vallen tien gewonden en raken 26 mensen vermist.[40] Later blijken meerdere personen te zijn overleden.[41]

## Overleden
<< · januari · februari · maart · april · mei · juni · juli · augustus · september · oktober · november · december · >>